# Међународна студентска недеља у Београду
Међународна студентска недеља у Београду.(English: International Student Week in Belgrade) је једнонедељни студентски фестивал који се одржава у Београду, Србија. Фестивал је намењен свим студентима широм света. Сваке године, ISWiB окупља више од 200 младих људи, укључујући учеснике, модераторе и волонтере Током фестивала, учесници учествују у радионицама, стварају пројекте и присуствују бројним отвореним активностима.

## Мисија
Главни циљ фестивала је повезивање младих људи кроз рад на различитим пројектима који су тако дизајнирани да се свака радионица бави најважнијим питањима која муче друштво. Путем радионица, блиске комуникације и сарадње, интерактивних предавања и разноврсних активности отвореног типа, студенти стичу знање и размењују идеје. Такође, пружа им се прилика да успоставе контакт са еминентним професорима и професионалцима из различитих сектора и да развијају и стварају сопствене пројекте. Наш циљ је успостављање међународне сарадње и контаката стварајући здраво радно окружење и омогућујући јаче везе између страних и домаћих студената. Промовишући идеју „грађанин Европе“ и „грађанин света“, инсистирамо на прихватању међукултуралних и европских вредности и промовишемо их на глобалном нивоу показујући да је узајамно поштовање и разумевање битно.

## Историја
ISWiB је пројекат који је основала група студената из Србије која је раније присуствовала на другим међународним студентским фестивалима овог типа, попут ISWinT-а (International Student Week in Timisoara) у Темишвару, Румунија, и ISFiT-а (International Student Week in Trondheim) У Трондхајму, Норвешка. Приметивши да су ови пројекти корисни и забавни, одлучили су да се прикључе SOrCE (Students ORganizing Conventions Everywhere) мрежи и да оснују сопствени фестивал. Тако је 2006. године настао Светски омладински талас и његов главни пројекат ISWiB Од тада, фестивал се одржава годишње (осим 2008. године).

## Теме
Сваке године тема ISWiB фестивала се мења и обично је у вези са текућим светским проблемима.
Листа тема:
- 2006 — „Crossing Borders“; June 30th — July 5th 2006(Први ISWiB је организован као пилот пројекат);
- 2007 — „Update Local To Get Global“; June 28th — July 5th 2007;
- 2009 — „Challenge of Changes“[13]; August 9th — August 16th 2009;
- 2010 — „Do we tolerate intolerance?“; July 11th — July 17th 2010;
- 2011 — „Communication in Action“; July 10th — July 17th 2011;
- 2012 — „Youth Changing the World“; July 15th — July 22nd 2012;
- 2013 — „Hatching the Network“; July 14th — July 21st 2013;
- 2014 — „Synergy for Change“[14], July 13th — July 20th 2014;[15]

## ISWiB 2015[16]

### Церемонија свечаног отварања
Церемонија свечаног отварања се традиционално одржава у Градској скупштини и представља званичну добродошлицу учесницима. Tоком отварања председник Организационог одбора фестивала, представници града Београда, министри и представници других институција које подржавају фестивал и пројекат, као и партнери се обраћају учесницима, гостима и медијима.

### Сајам држава
Током Сајма држава сваки учесник има прилику да представи своју земљу кроз храну, пиће, одећу, културу, плес, промотивни материјал, или на било који други начин који учесник сматра пригодним. Свака земља истиче своје име и заставу, укључујући и Србију. Ово је савршен начин да се учесници, али и грађани Србије, упознају, дегустирајући храну и пиће, са различитим културама које обогаћују фестивал сваке године.

### Игре отворене дискусије
Претходних година ISWiB је омогућавао један дан током којег су учесници могли да учествују у дебатама и предавањима. Ове године Игре отворене дискусије ће омогућити учесницима, као и свим заинтересованим појединцима, нови начин размене мишљења, идеја и валидних аргумената и омогућиће им да се праведно боре за оно у шта верују. С обзиром на то да је овогодишња тема „отпакивањe“ не очекујте обичну дебату. Домишљатост, оштар језик и фер игра су добродошли, али прво проверите да ли су ваши аргументи чврсти попут стене пре него што уђете у ову арену. Циљ је размена информација и ширење видика комбиновањем различитих ставова. Комуникација је први корак ка учењу и разумевању, и ако верујете у моћ конструктивне дискусије, не пропустите овај догађај!

### Дефиле застава
Последњег дана фестивала, кроз центар града, високо ће се вијорити заставе земаља учесника. Дефиле застава креће са Студентског трга, кроз Улицу кнеза Михаила, до Трга републике. Циљ параде је слање поруке о значају међународне сарадње између младих људи и промовисање вредности попут толеранције и међукултурализма.

### Овогодишња тема
Циљ овогодишњeг ISWiB-а је отпакивање- откривање проблема који се често посматрају као табуи, откривање кластера међукултуралних разлика, комуникација, отпакивање вештина, решавањe проблема и међународнa мрежa мотивисаних младих људи који су спремни да уче, али и да науче друге како да се мењају на личном и генералном плану.

### Радионице

#### Guerilla Unwrap
На савременом тржишту се сусрећемо са различитим производима. Свуда присутне, домишљате, генијалне рекламе нас привлаче и наводе да купимо те производе. Ово значи да маркетинг има велики утицај на савремени свет и да ће његов утицај бити снажнији у будућности. Намеће се закључак да ће вештине креирања маркетиншких стратегија бити више него добродошле у вашем CV-ју. Студије случаја су од непроцењиве важности када вам је потребан доказ да је оно што имате да понудите вредно и квалитетно.

#### Unwrap Belgrade
Unwrap Belgrade је радионица кроз коју можете да истражите Београд, сваки ћошак, обале, стари град, нови дeо града, Калемегдан. Желимо да упознате град, да осетите његов дух, енергију, људе. И да се на крају заљубите у њега.

#### Unwrap Start App
Незапосленост. Нажалост, ово је постала уобичајена ствар у свакој земљи у свету. Без обзира на то колико сте образовани, постоји могућност да ћете у неком тренутку почети да тражите посао. Током ове радионице ћете научити о концептима који следе након првог корака, методама управљања пројектима и алатима који су потребни за програмирање како бисте могли да останете у власништву сопствених идеја преточених у апликације (PC или мобилних).

#### Unwrap that Walk of Life
Желимо да ставимо у први план породично насиље кроз музику и покрете и да покушамо да пошаљемо поруку која ће показати јак и јасан став против овакве врсте комуникације, нарочито окружења које се чини природним и основним. Имајући у виду чињеницу да људи не говоре о овом проблему, главни циљ ове радионице је да учесници представе овај проблем на ефектан начин (мјузиклом — глумом, песмом, плесом и коришћењем уметничких начина изражавања).

#### Unwrap the Contrast
Циљ ове радионице је представљање Београда кроз архитектуру и све контрасте. Представљање Београда кроз векове, рушења и изградњу. Ова радионица ће представити мултикултурални аспект града и како се мењао током времена.

#### Unwrap the Critic
Ова радионица ће се бавити испитивањима датих информација и начина на који их прихватамо. Анализом медија, поп културе, политике и економије, радионица ће тежити да истражи њихов утицај на нас и друштво. Даље, закопаће по занемареним гледиштима и охрабриће нове дискурсе који ће бити крунисани критичким приступом учесника према будућности.

#### Unwrap the Old Hold
Рециклажа. Индустријски дизајн. Oво су неке најчешће фразе и концепти у последњих пар година. Можете бити креативни колико год желите, употребите све своје вештине и знања како бисте створили ремек-дело. Нешто што ће вас представити и описати као појединца, али и нешто што ће представити ваш тимски рад, нова пријатељства и нове приче.

#### Unwrap the Pattern
Познато је да постоји тако много ствари у свету које треба променити, али чини се да се људи плаше да буду део тих промена. Радионица стрипа ће нам помоћи да разумемо различите видове размишљања и радећи заједно можемо да створимо уобичајену слику живота док разговарамо о стереотипима. Идеја ове радионице је да повежемо учеснике различитих култура на креативан начин, да их научимо да разумеју озбиљност овог проблема и да их мотивишемо, као и да их припремимо за друштвени активизам и борбу против стереотипа кроз стрипове и креативне технике.

#### Unwrap the Unexpected
Живот у великом граду нас приморава да живимо брзо. Наводи нас да заборавимо на лепе гестове и да се другима обраћамо са пажњом. То је тужно. И желимо то да променимо. Видео радионица ће нам помоћи да схватимо да је једноставно усрећити друге, како некоме лако можемо поправити дан и како позитивна енергија може да орасположи.

#### Unwrap Antibiotics!
У времену када је све више и више примера нових инфекција уједно је и све теже наћи нове антибионтике. Ако вас интересују наука, открића, иновације или традиционални прступ биологији, ако желите да сазнате како функционишу антибиотици, зашто их користимо, какав нам проблем прети у будућности и најважнију ствар- како да све то поднесемо, ово је радионица за вас.

### Церемонија свечаног затварања
Током церемоније затварања учесници представљају резултате својих радионица и тада примају сертификате о учешћу. Председник организационог тима и гости фестивала, партнерске организације и представници институција се обраћају учесницима и гостима. Церемонија затварања је мање формална и првенствено се организује како би учесници представили резултате својих пројеката.

### Журке
Сваке вечери током фестивала организују се журке које одговарају свачијем укусу. Организациони тим се труди да направи равнотежу између едукативног и забавног садржаја.